# Christmas Gift (Alexandra Burke-album)
A Christmas Gift Alexandra Burke brit énekesnő első EP-je. 2012. december 23-án jelent meg karácsony alkalmából. A középlemez két dalból áll, mely ingyenesen letölthető formában jelent meg. A Silent Night-ot az énekesnő már az X Factor-ben is előadta. Viszont a Christmas Time egy új felvétel volt, Burke ugyanis már korábban is kifejtette, hogy szeretni egy karácsonyias számot a brit kislemezlista karácsonyi első helyezésén. A kiadvány pozitív értékeléseket szerzett, a rajongók „kirobbanóan jó”-nak és „csodálatos”-nak találták. Az EP előtt, júniusban jelent meg Burke második stúdióalbuma, a Heartbreak on Hold.

## Az album dalai
A dallistát a Digital Spy és a 4Music tette közzé.
| 1.   | Silent Night   | Franz Xaver Gruber, Joseph Mohr | 3:21 |
| 2.   | Christmas Time | Alexandra Burke                 | 3:36 |
| 6:57 |                |                                 |      |

## Fordítás
Ez a szócikk részben vagy egészben  a   Christmas Gift (Alexandra Burke album) című angol Wikipédia-szócikk fordításán alapul.  Az eredeti cikk szerkesztőit annak laptörténete sorolja fel. Ez a jelzés csupán a megfogalmazás eredetét és a szerzői jogokat jelzi, nem szolgál a cikkben szereplő információk forrásmegjelöléseként.